# Aino Forsten
Aina (Aino) Aleksandra Forsten, född Rainio 2 april 1885 i S:t Marie, död 27 november 1937 i Petrozavodsk, var en finsk lärare och folkbildare som tjänstgjorde som riksdagsledamot för Socialdemokraterna (SDP) 1917–1918. Efter det finska inbördeskriget flydde hon till Sovjetryssland, där hon senare avrättades under Stalins förföljelser 1937. I Finland var hon särskilt känd för sitt arbete för eftersatta kvinnor och barn.

## Biografi

### Tidiga år
Föräldrarna i S:t Marie var husmannen Reinhold Rainio och Augusta Serafia Liisantytär. Efter folkskolan gick hon 1904 med i det socialdemokratiska partiet i Åbo och flyttade två år senare till Björneborg, där brodern Jussi Rainio var redaktör för tidningen Sosialidemokraatti. Hon arbetade i staden, först som försäljare och senare som talare för SDP och från 1909 som sekreterare i partiets ungdomsorganisation. Hon var även 1907–1918 ledamot av Björneborgs socialdemokratiska lokalförenings styrelse. I Björneborg träffade hon Verner Forsten, en brevbärare som var involverad i partiverksamheten; paret gifte sig 1909.
I Björneborg var Forsten aktiv i kvinnodelen av SDP:s lokalavdelning. Hon var särskilt engagerad i att förbättra ställningen för arbetande kvinnor och deras barn. Forsten var bland annat ledamot i föreningens sommarkolonistyrelse som gav dem möjligheter till ferie, rekreation och utbildning. Hon var också engagerad i socialdemokratiska kvinnoförbundets verksamhet. Forsten valdes in i riksdagen i valet 1917.

### Inbördeskriget och tiden i Sovjetunionen
Under finska inbördeskriget valdes Forsten som ledamot till Arbetarnas centralråd. Hennes make, Verner Forsten, var en av förgrundsgestalterna i Björneborgs röda garde. Efter kriget flydde de till Sovjetryssland, där paret bosatte sig i Petrograd i juli 1918.
Forsten arbetade till en början som revisor för centralkommittén för Finlands kommunistiska parti som grundats i Moskva i augusti 1918. Sommaren 1920 fick makarna Forsten en arbetsorder i Karelska arbetarkommunen, där hon arbetade fram till 1923 på Petrozavodsks institution för offentlig utbildning, 1923–1930 som direktör för konsumentkooperativet i Uhtua distrikt, och 1930–1936 som föreståndare för den finska flickskolan i Petrozavodsk. Forstens sista jobb var som utbildningsdepartementets statistikdatabehandlare. Maken Verner Forsten var biträdande ekonomiminister i Karelska ASSR och ordförande för Uhtuas distriktskommission.
Aino och Verner Forsten fängslades i juli 1937 anklagade för kontrarevolutionär nationalistisk verksamhet. Han dömdes till åtta år i arbetsläger i Sibirien, men Aino Forsten dömdes till döden i slutet av november och avrättades omedelbart. Efter Stalins död rehabiliterades paret i juli 1955.